# 竹下孝哉
竹下 孝哉（たけした たかや、1941年（昭和16年）3月27日 - )は、日本の栃木県芳賀郡益子町の益子焼の陶芸家である。
窯元の名称は「蝶風窯」。
同じく益子焼の陶芸家である竹下鹿丸の父親である。
陶芸家になる前は登山家・探検家として活動していた。
そして、南米アマゾン川流域の原住民たちの過酷な現実と実態を綴ったノンフィクション『ナパニュマ アマゾン原住民と暮らした女』の訳者の一人である。

## 来歴
1941年（昭和16年）3月27日、台湾台北で生まれる。終戦後に日本に引き揚げてきた。
静岡県で落ち着いた後、東京都立九段高等学校を卒業し、東京外国語大学の中国語科に入学した。
学生時代の1964年（昭和39年）、日本アルプスを登坂した。また同年4月から8月にかけて、東京外国語大学ボリビア・アンデス登山隊に参加。チャチャコマニ山の南峰を初登頂し主峰にも登頂（第2登）、ソラタ山群、アンコウーマ周辺、サハマなど20座の登頂を果たした。
1965年（昭和40年）に卒業した後も、登山家の道を歩んだ。
洋書輸入会社で英語のカタログを日本語訳したり、日本語の文を英訳したりしながら２年ほど勤務したこともあったが、1970年（昭和45年）にも共同通信社傘下の地方新聞社の企画で、再びアンデス山脈を登り歩いた。この時に当時アンデス最高峰であったカサデロに、チリ人隊員2名と共に初登頂を果たしている。
またその4年後の1974年（昭和49年）の5月から12月に掛けて、冒険家として「奥アマゾン探検隊」の第二次前期隊の輸送担当として十数名のメンバーと共に、南米のアマゾン川流域の探査活動を行った。
この時にアマゾン探検に参加したのは、この頃から「土器」に興味を持つようになっていたのも要因であったという。
そして原住民のインディオたちとも生活を共にするなど、「冒険家の浪漫」と共に生きていた。
その一方で「焼き物」への興味も尽きず、静岡県で高木伸から一年半ほど作陶を学んだという。
そしてアマゾン流域の旅から帰ってから1975年（昭和50年）に益子にやってきて、村上誠吉の家に寄寓し更に作陶技術を学び、大宮司や浅野とも交流し、1976年（昭和51年）に益子に築窯し独立した。
こうして竹下孝哉という異色の経歴を持つ陶芸家が益子に生まれた。
そして作陶活動の傍ら、アマゾン川の探検で出会った一冊の洋書の翻訳も進めた。こうして1984年（昭和59年）に刊行されたのが、少女時代にアマゾン川流域の原住民に誘拐され、原住民の社会で過酷な生活を送った、エレナ・ヴァレロの半生を綴った自伝の日本語訳となる『ナパニュマ アマゾン原住民と暮らした女』である
そして1985年（昭和60年）には登り窯を築窯し、2000年（平成12年）には長男の鹿丸と共に窖窯を築窯し、親子2人で7日間の焼成を行う作陶活動をしていった。
その一方で1983年（昭和58年）にはメキシコで、1989年（平成元年）にはコロンビアで土器調査を行い、他にも様々な山に登山に挑み、登頂などの成果を上げていった
2011年（平成23年）の東日本大震災の時には窯が全壊。その窯を1年ががりで修復出来たと思ったら、その翌年の2012年（平成24年）5月の春の益子陶器市の最終日に、茂木町、益子町、真岡市の広域に渡って発生した大竜巻で自宅が全壊。再び修復の日々となってしまったしかしそれでも益子町の同業者のNPO団体である「MCAA」が動き、ボランティアとして23人もの人たちが集まりがれき撤去を手助けし、更には友人たちの手助けにより自宅を修復。秋の益子陶器市前の9月には窯に火を入れることが出来るようになった。
そしてその後も作陶活動を続け、南米各国への旅行も続けている。

## 家族
- 子：竹下鹿丸

父・竹下孝哉の背中を見て育ち、「栃木県窯業指導所」（現・「栃木県産業技術支援センター 窯業技術支援センター」修了後、その窯を引き継ぎ、益子町で陶芸家として活動する。